# Észak-Savo

Észak-Szavónia fekvése Finnországon belül

Észak-Szavónia régió címere

Észak-Szavónia régió (finnül Pohjois-Savo, svédül Norra Savolax) közigazgatási egység Finnország középső részén. Határos Észak-Pohjanmaa, Kainuu, Észak-Karélia, Dél-Szavónia és Közép-Finnország régiókkal. Területe 20 366,70 km², amelyen 249 000 ember él. A népsűrűség 12 fő/km². Közigazgatási központja Kuopio.
A terület régen a svéd-finn Savolax tartomány része volt.

## Települések a régióban
A régióban 19 település található, melyek a következők:
- Iisalmi-város
- Juankoski-város
- Kaavi
- Keitele
- Kiuruvesi-város
- Kuopio-város, közigazgatási központ
- Lapinlahti
- Leppävirta
- Pielavesi
- Rautalampi
- Rautavaara
- Siilinjärvi
- Sonkajärvi
- Suonenjoki-város
- Tervo
- Tuusniemi
- Varkaus-város
- Vesanto
- Vieremä

## Felsőoktatási intézmények a régióban
- Kelet-finnországi egyetem campusa Kuopio
- Savonia Alkalmazott Tudományok Egyeteme Kuopio
- Sibelius Akadémia kuopioi részlege
- Humak Alkalmazott Tudományok Egyeteme

## Képgaléria

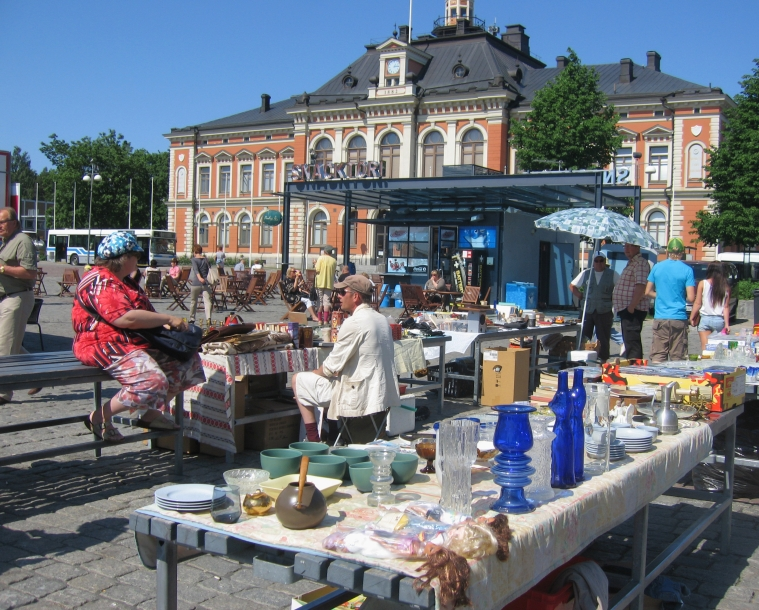
Kuopio piactere egész Finnországban híres. A háttérben a kuopiói városháza látható, a város jelképe
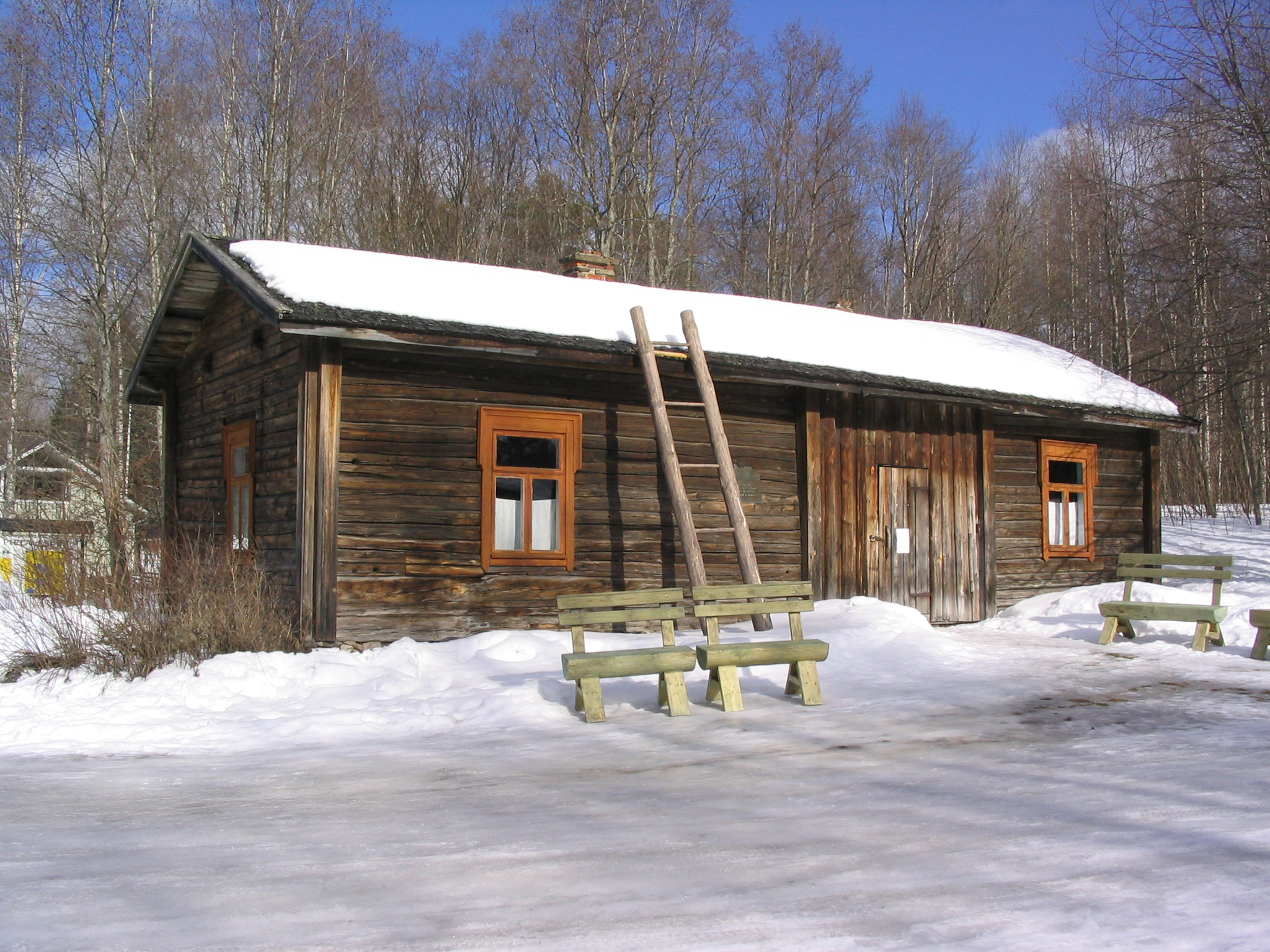
Urho Kekkonen  finn elnök szülőhelye Pielavesiben
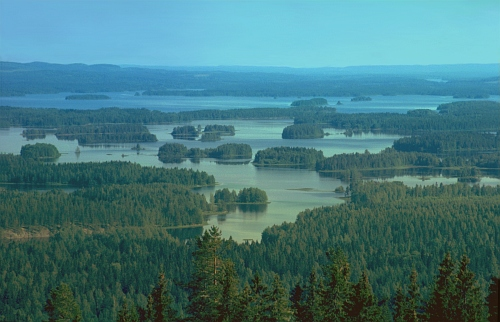
A Syväri-tó
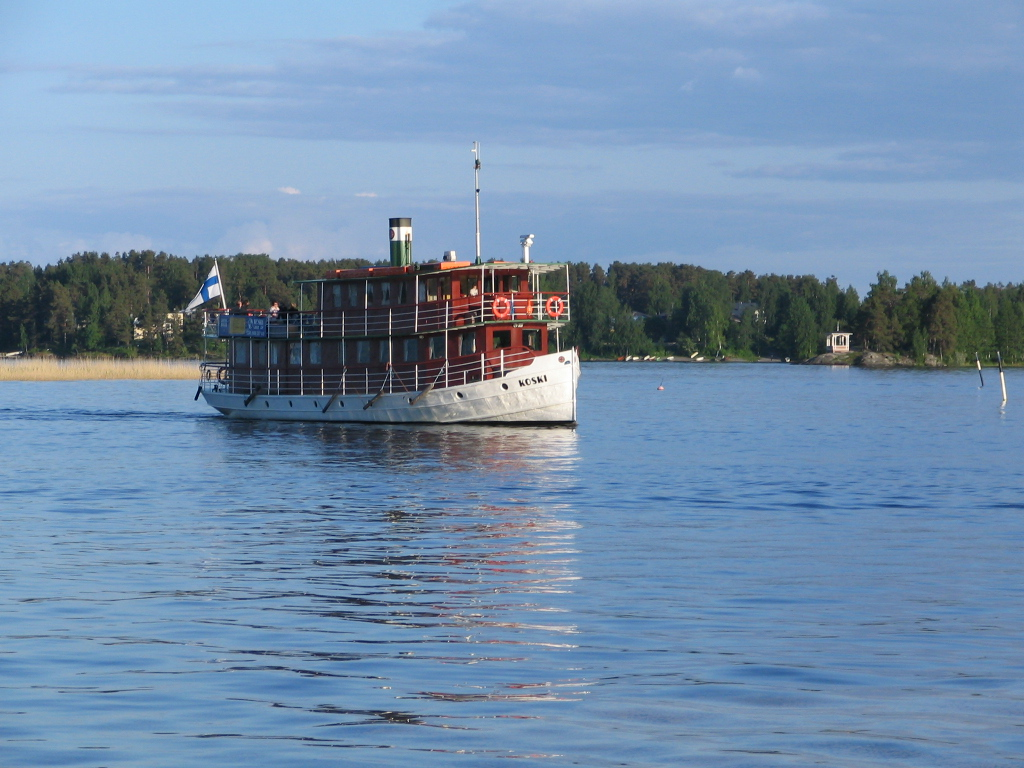
M/S Koski Kallavesi-tavi hajózás
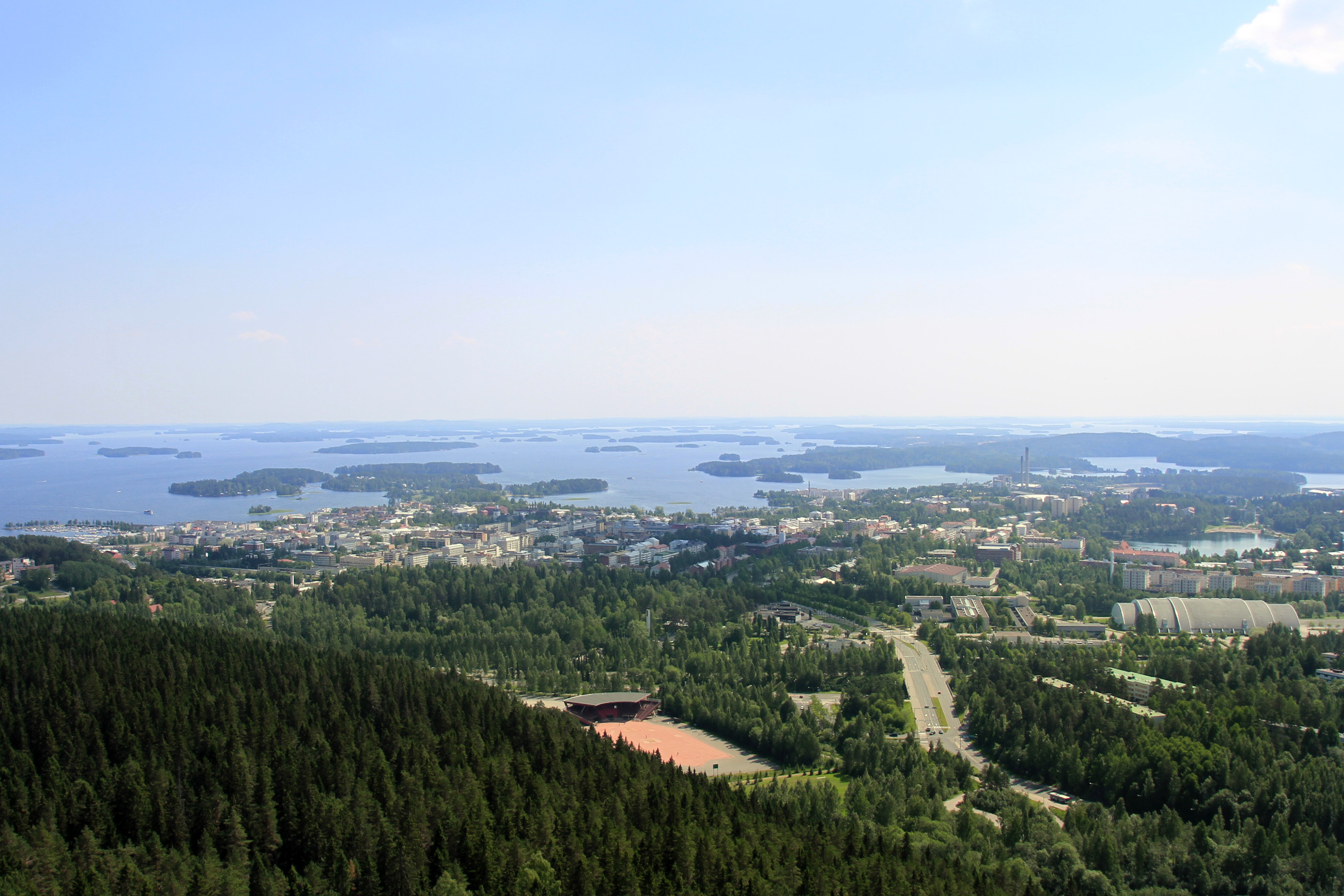
Kilátás a Puijo Toronyból Kuopio városa és a Kallavesi-tó felé
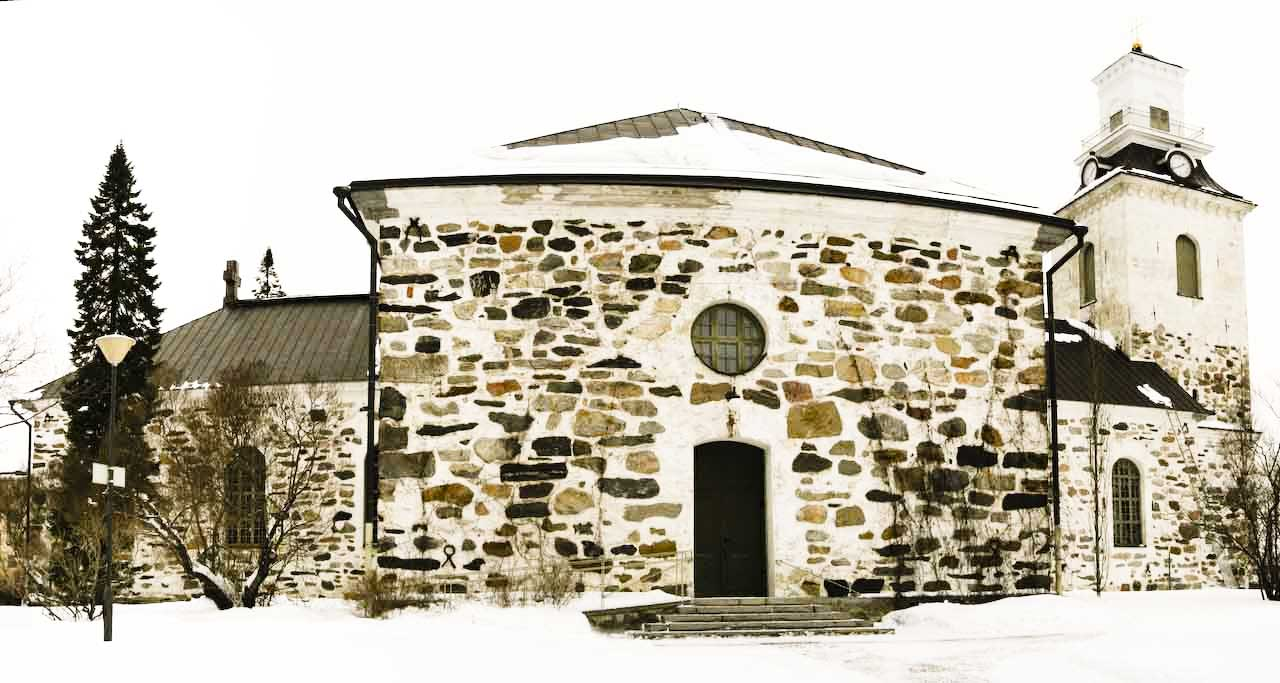
Kuopio székesegyház
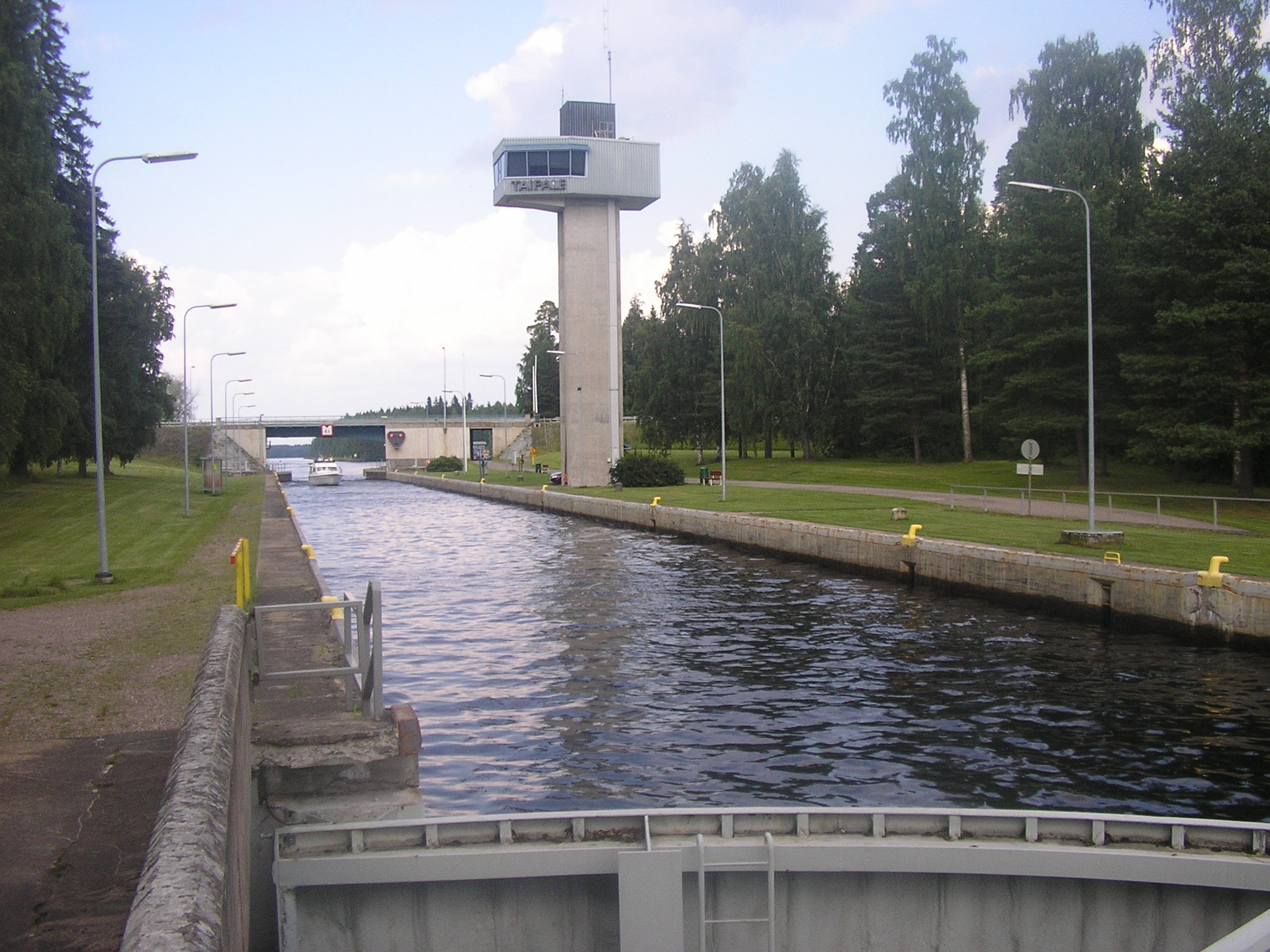
Taipale-csatorna, Varkaus
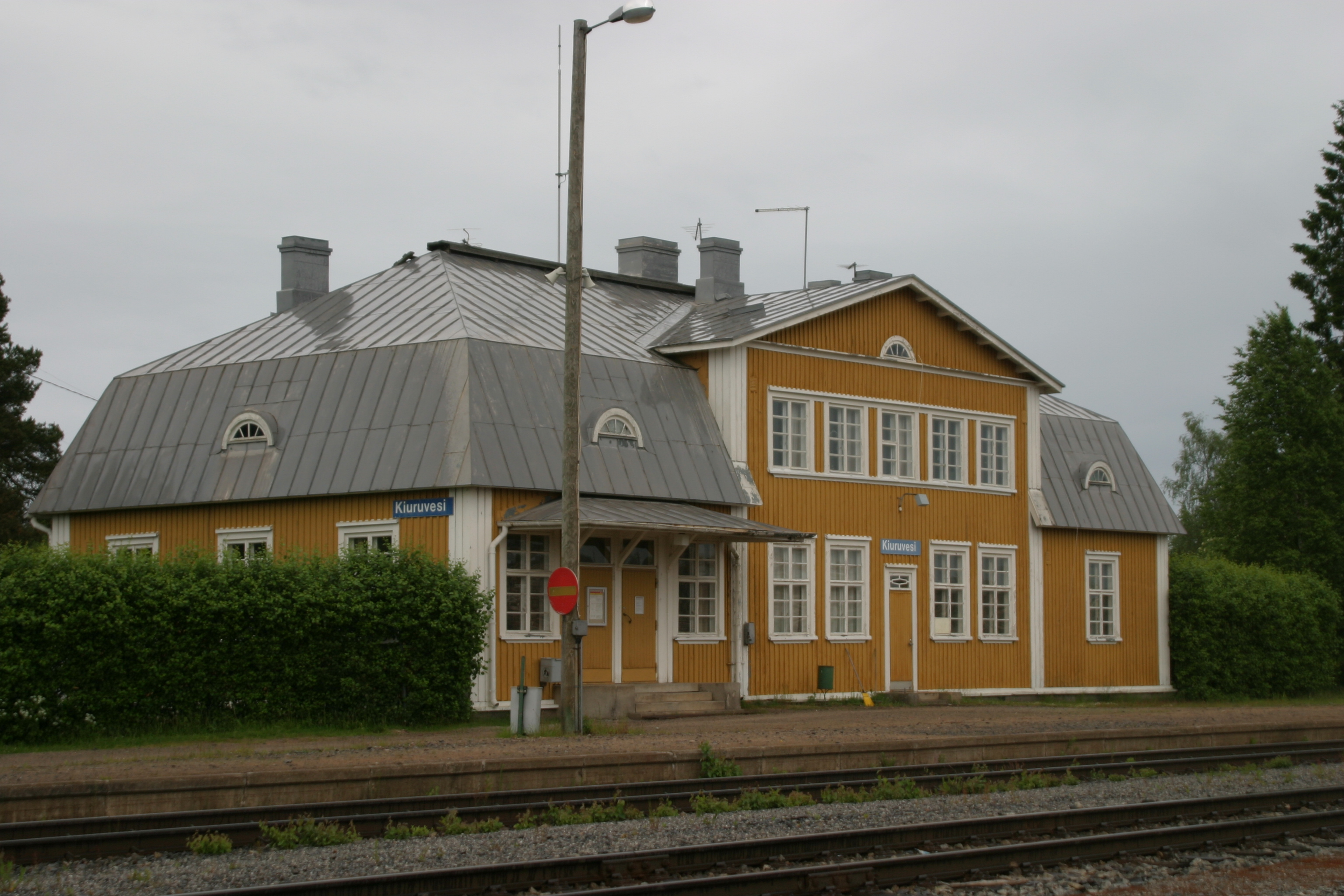
Kiuruvesi vasútállomás
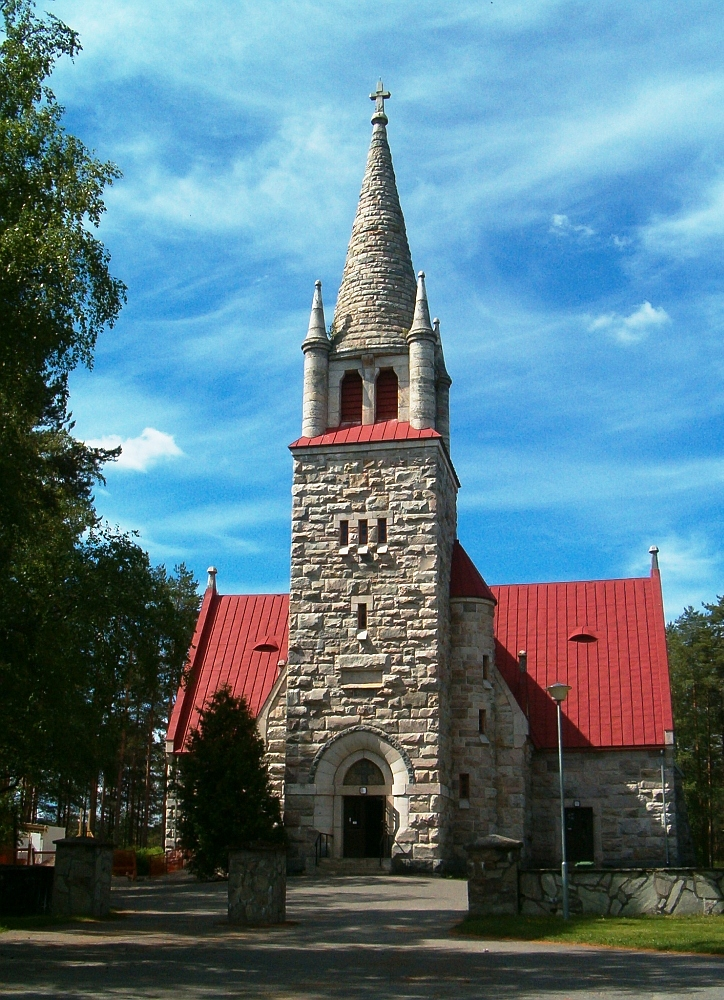
Nilsiä-templom, amely romantikus stílusban épült
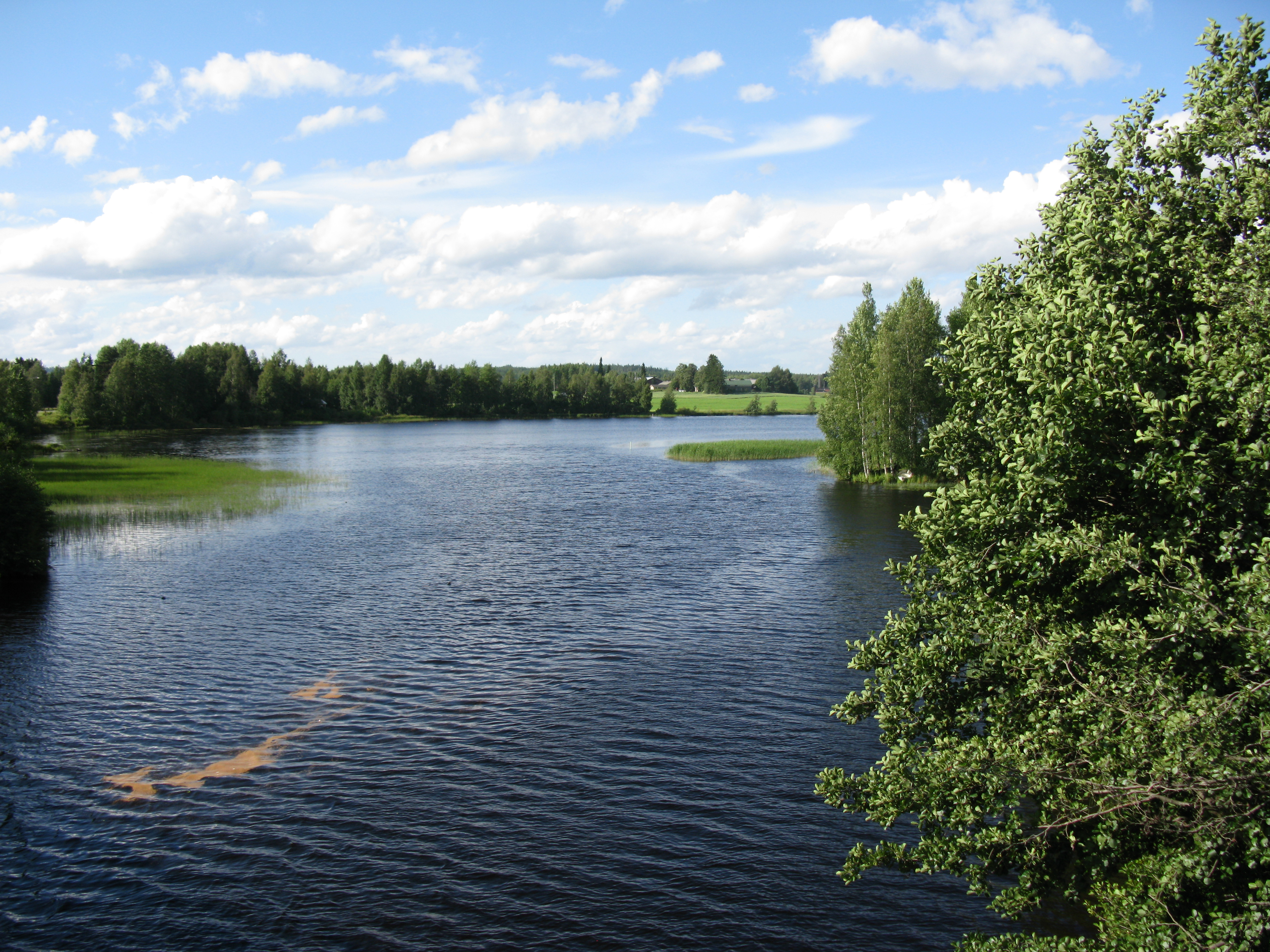
Koljonvirta lépcsői, Iisalmi

## Fordítás
- Ez a szócikk részben vagy egészben  a   Northern Savonia című angol Wikipédia-szócikk ezen változatának fordításán alapul.  Az eredeti cikk szerkesztőit annak laptörténete sorolja fel. Ez a jelzés csupán a megfogalmazás eredetét és a szerzői jogokat jelzi, nem szolgál a cikkben szereplő információk forrásmegjelöléseként.